# Joakim Jardenberg
Rolf Joakim Waldemar Jardenberg, född 15 oktober 1966 i Fosie församling, Malmöhus län är en svensk debattör, expert på sociala medier och affärsängel som drev företaget och bloggen Mindpark, namnet Mindpark används numera av ett coworkingspace. I november 2013 meddelade Helsingborgs stad att Jardenberg skulle bli ansvarig för stadens internet. Sedan 2016 har Jardenberg övergått till att arbeta med Sveriges Kommuner och Landsting som utvecklingsledare i projektet "Digitalisering för lärande och livskvalitet". Jardenberg räknas som en av pionjärerna för internet i Sverige.

## Biografi
Joakim Jardenberg är uppväxt i Malmö. Han gick ut från Österportskolan i Malmö 1983, och var sedan officer (kapten) i luftvärnet under sju år till 1993.

### Yrkesliv
Sedan 1990-talet har Jardenberg arbetat som rådgivare i dator- och internetfrågor, bland annat som konsult på Mac-meckarna i Malmö (1993 - 1997) och Infinit Information. Han hjälpte till att sprida information av valresultatet efter valet 1994. Jardenberg var också involverad när Aftonbladet 1994 som första svenska dagstidning fick en egen nätupplaga. Hans insats bestod bland annat i att omvandla det nyhetsinnehåll som Aftonbladet redan producerade för TV 3:s (Kinneviks) text-TV till webbsidor. Denna nyhetstjänst öppnades i februari 1995. Han arbetade för dem fram tills 2002, då han fick jobbet som webbchef för Helsingborgs Dagblad. Under båda dessa perioder har Jardenberg argumenterat för att tidningar och media går mot att publicera sitt material utan att ta betalt för det.
År 2007 var han med och startade Mindpark, där han också var VD. Bloggen och företaget fick mycket uppmärksamhet. Under 2009 förvandlades Mindpark, och Jardenberg övergick i stort sett till sin egen blogg, Jardenberg unedited och sitt Twitter-konto, @Jocke, där han 2013 har över 16 000 följare.
Under 2009 initierade han tillsammans med tidskriften Fokus och webbplatsen makthavare.se ett initiativ för att öka öppenheten inom det offentliga, med namnet "Makten och öppenheten", inför valet 2010.
Inför Europaparlamentsvalet 2009 stöttade Joakim Jardenberg aktivt Piratpartiet under deras kampanj. Som skäl angav han bland annat att internets integritet hotades. I augusti 2010 meddelade Jardenberg att han inte var lika säker längre, efter att Piratpartiets Rick Falkvinge intervjuats i Sveriges radio och sagt sig vilja legalisera barnporr.
Våren 2010 medverkade Jardenberg som medförfattare i boken Politik 2.0 av Brit Stakston. Han blev också utnämnd av tidningen Internetworld som en av 10 digitala profiler som den nya regeringen måste lyssna till. Under februari 2013 fick Jardenberg åka med som regeringens expert till konferensen Northern Future Forum i Riga, där 9 länder bland annat diskuterade den digitala klyftan.
Jardenberg var en av talarna vid TEDxSSE4m, en självständigt anordnad TED-konferens på Handelshögskolan i Stockholm, där han talade om 24-timmarsmyndighet under titeln Government 2.0.
Från den 20 februari 2012 till den 26 februari 2012 var Jardenberg tillfällig kurator för Twitter-kontot @Sweden.
Vid webbdagarna 2013 höll Jardenberg ett keynote-tal, där han förklarade sin devis "Be honest and do good shit". Bland annat förklarade han att han lägger 50 % av sin tid för pro bono-arbete. Han utvecklade sina tankar i en intervju med Cision, där han låg på förstaplatsen på deras bloggtopplista.
Jardenberg arbetade sedan 2013 som affärsutvecklare för Think en inkubator för Helsingborgs stad. I oktober 2013 lämnade han över varumärket Mindpark till företagshotellet SHIP, som därmed bytte namn till Mindpark. I november 2013 meddelade Helsingborgs stad att man rekryterat Jardenberg som utvecklingsledare för internet. 2016 övergick Jardenberg till att arbeta med Sveriges Kommuner och Landsting som utvecklingsledare i projektet "Digitalisering för lärande och livskvalitet". Han arbetar idag (2023) på Volvo.
2016 intervjuades han av Internetstiftelsen i egenskap av en av Sveriges internetpionjärer.

## Priser och utmärkelser
- YABA (Yet Another Blog Award) 2010 [37]
- Sociala medier-priset 2013, Sparbanksstiftelsen Sjuhärad [38] Motiveringen löd bland annat: "För ett ihärdigt och uthålligt arbete för öppenhet och transparens" och "för att vara en inspiratör och folkbildare i det nya digitala landskapet"
- Guldlänken 2014 (som arrangeras av E-delegationen, Sveriges Kommuner och Landsting samt Vinnova i samverkan med konferensen Offentliga rummet). Motiveringen löd bland annat: "Ständigt utmanande och ständigt idérik när det gäller att hitta nya vägar i en digital kontext. Han representerar ett sorts öppet, transparent och idéburet ledarskap som blir allt viktigare som ett kompletterande alternativ till traditionell organisationsledning."[39]